# Eccoli là
Eccoli là (There They Go-Go-Go!) è un film del 1956 diretto da Chuck Jones. È un cortometraggio d'animazione della serie Looney Tunes, uscito negli Stati Uniti d'America il 10 novembre 1956. Ha come protagonisti Willy il Coyote e Beep Beep.

## Trama
L'affamato Willy (Affamatus fantasticus) realizza un pollo finto con del fango e, dopo aver cercato invano di mangiarlo, lo getta in un cestino prodotto con lo stesso fango. Viene quindi investito da Beep Beep (Bocconcinus fugacem) e si precipita all'inseguimento dell'uccello, ma dopo essere rimasto letteralmente scottato dalla sua velocità, prova a catturarlo o ucciderlo nei seguenti modi:
- appesosi con una corda a un paletto piantato su una parete, si lancia su Beep Beep armato di giavellotto, ma si spiaccica a terra;
- infila una pistola su una molla in un compartimento a terra e lo chiude con un gancio legato a un filo che azionerà la trappola, ma a causa dell'eccessiva forza della molla, la pistola fa un salto di 180° e finisce dietro di lui. Willy tappa la canna con il dito ma viene comunque colpito, dopodiché la pistola si ritrae nel compartimento trascinandolo con sé;
- usando un albero e un fagotto tenuto a terra da una corda, cerca di catapultarsi verso Beep Beep, ma viene invece sbattuto ripetutamente a terra dalla punta dell'albero che rimbalza su entrambi i lati;
- attacca un gruppo di mazze chiodate a una corda e ad un palo e le fa girare quando sente Beep Beep avvicinarsi, ma il palo si solleva da terra e l'arma finisce addosso a Willy;
- cerca di deviare Beep Beep verso un ponte composto da una scala da lui sabotata, ma vede che l'uccello lo sta osservando da una roccia soprastante. Usa quindi la scala per raggiungerlo, ma si dimentica di averla sabotata e cade nel precipizio con essa;
- lega a una ruota dei candelotti di dinamite e la fa rotolare giù da una collina verso Beep Beep, tuttavia i raggi con la dinamite rimangono vicino a lui ed esplodono;
- entra in un missile per inseguire Beep Beep ma la miccia, invece di far partire il missile, spara Willy fuori da esso e attraverso una parete rocciosa, da cui esce carbonizzato;
- raggruppa un gran numero di rocce sopra una botola, con l'intenzione di farle cadere dall'alto al passaggio di Beep Beep. Quando Willy apre la botola, le rocce rimangono incastrate. Il coyote allora cerca di risolvere il problema, prima calpestandole da sopra e poi usando un bastone come un rompighiaccio stando sotto di esse. Mentre cominciano a cadere i ciottoli, Willy alza un cartello con scritto "In nome del cielo – che cosa sto facendo?", quindi solleva un minuscolo parasole prima che tutte le rocce gli cadano addosso. Dal cumulo emerge il bastone su cui sventola una bandiera con scritto "fine".

## Distribuzione

### Edizioni home video

#### VHS
America del Nord
- The Road Runner & Wile E. Coyote's Crash Course (1993)

Italia
- L'inimitabile Willy il Coyote (1996)

#### Laserdisc
- The Road Runner Vs. Wile E. Coyote: If At First You Don't Succeed... (18 maggio 1994)

#### DVD
Il corto fu pubblicato in DVD-Video in America del Nord nel secondo disco della raccolta Looney Tunes Golden Collection: Volume 2 (intitolato Road Runner and Friends) distribuita il 2 novembre 2004, in cui è visibile anche con la sola colonna musicale; il DVD fu pubblicato in Italia il 16 marzo 2005 nella collana Looney Tunes Collection, col titolo Beep Beep e i suoi amici. In Italia fu inserito anche nel DVD Il tuo simpatico amico Willy il Coyote, uscito il 9 settembre 2009, mentre in America del Nord fu inserito nel primo disco della raccolta DVD Looney Tunes Spotlight Collection Volume 7, uscita il 13 ottobre 2009. Infine è stato inserito anche nel primo DVD della raccolta 50 cartoons da collezione - Looney Tunes della collana Il meglio di Warner Bros., uscita in America del Nord il 25 giugno 2013 e in Italia il 5 dicembre.